# Nonaville
Nonaville és un municipi francès situat al departament del Charente i a la regió de la Nova Aquitània. L'any 2007 tenia 190 habitants.

## Demografia

### Població
El 2007 la població de fet de Nonaville era de 190 persones. Hi havia 70 famílies de les quals 20 eren unipersonals (4 homes vivint sols i 16 dones vivint soles), 19 parelles sense fills i 31 parelles amb fills.
La població ha evolucionat segons el següent gràfic:
Habitants censats

### Habitatges
El 2007 hi havia 91 habitatges, 77 eren l'habitatge principal de la família, 4 eren segones residències i 10 estaven desocupats. 89 eren cases i 1 era un apartament. Dels 77 habitatges principals, 58 estaven ocupats pels seus propietaris, 14 estaven llogats i ocupats pels llogaters i 5 estaven cedits a títol gratuït; 4 tenien dues cambres, 12 en tenien tres, 15 en tenien quatre i 47 en tenien cinc o més. 74 habitatges disposaven pel capbaix d'una plaça de pàrquing. A 30 habitatges hi havia un automòbil i a 40 n'hi havia dos o més.

### Piràmide de població
La piràmide de població per edats i sexe el 2009 era:
| Homes | Edats   | Dones |
| ----- | ------- | ----- |
| 0     | 95 o +  | 0     |
| 0     | 90 a 94 | 0     |
| 8     | 85 a 89 | 0     |
| 0     | 80 a 84 | 0     |
| 12    | 75 a 79 | 16    |
| 8     | 70 a 74 | 12    |
| 0     | 65 a 69 | 4     |
| 0     | 60 a 64 | 0     |
| 8     | 55 a 59 | 0     |
| 0     | 50 a 54 | 0     |
| 0     | 45 a 49 | 4     |
| 8     | 40 a 44 | 8     |
| 8     | 35 a 39 | 8     |
| 4     | 30 a 34 | 8     |
| 0     | 25 a 29 | 0     |
| 0     | 20 a 24 | 0     |
| 4     | 15 a 19 | 4     |
| 4     | 10 a 14 | 8     |
| 0     | 5 a 9   | 4     |
| 4     | 0 a 4   | 4     |

## Economia
El 2007 la població en edat de treballar era de 118 persones, 95 eren actives i 23 eren inactives. De les 95 persones actives 89 estaven ocupades (46 homes i 43 dones) i 6 estaven aturades (3 homes i 3 dones). De les 23 persones inactives 6 estaven jubilades, 10 estaven estudiant i 7 estaven classificades com a «altres inactius».

### Ingressos
El 2009 a Nonaville hi havia 79 unitats fiscals que integraven 190 persones, la mediana anual d'ingressos fiscals per persona era de 16.080 €.

### Activitats econòmiques
Dels 3  establiments que hi havia el 2007, 1 era d'una empresa d'hostatgeria i restauració i 2 d'empreses de serveis.
L'any 2000 a Nonaville hi havia 12 explotacions agrícoles.

## Poblacions més properes
El següent diagrama mostra les poblacions més properes.